# 緩降機
緩降機（かんこうき）とは、避難器具の一種で、避難者の自重により降下速度が制御され、一方の着用具の降下と同時にもう一方の着用具が上昇し、自動的に連続交互に複数の人が避難できるようにした機器。調速器、安全環（カラビナ）、着用具、リール、ロープなどで構成されている。

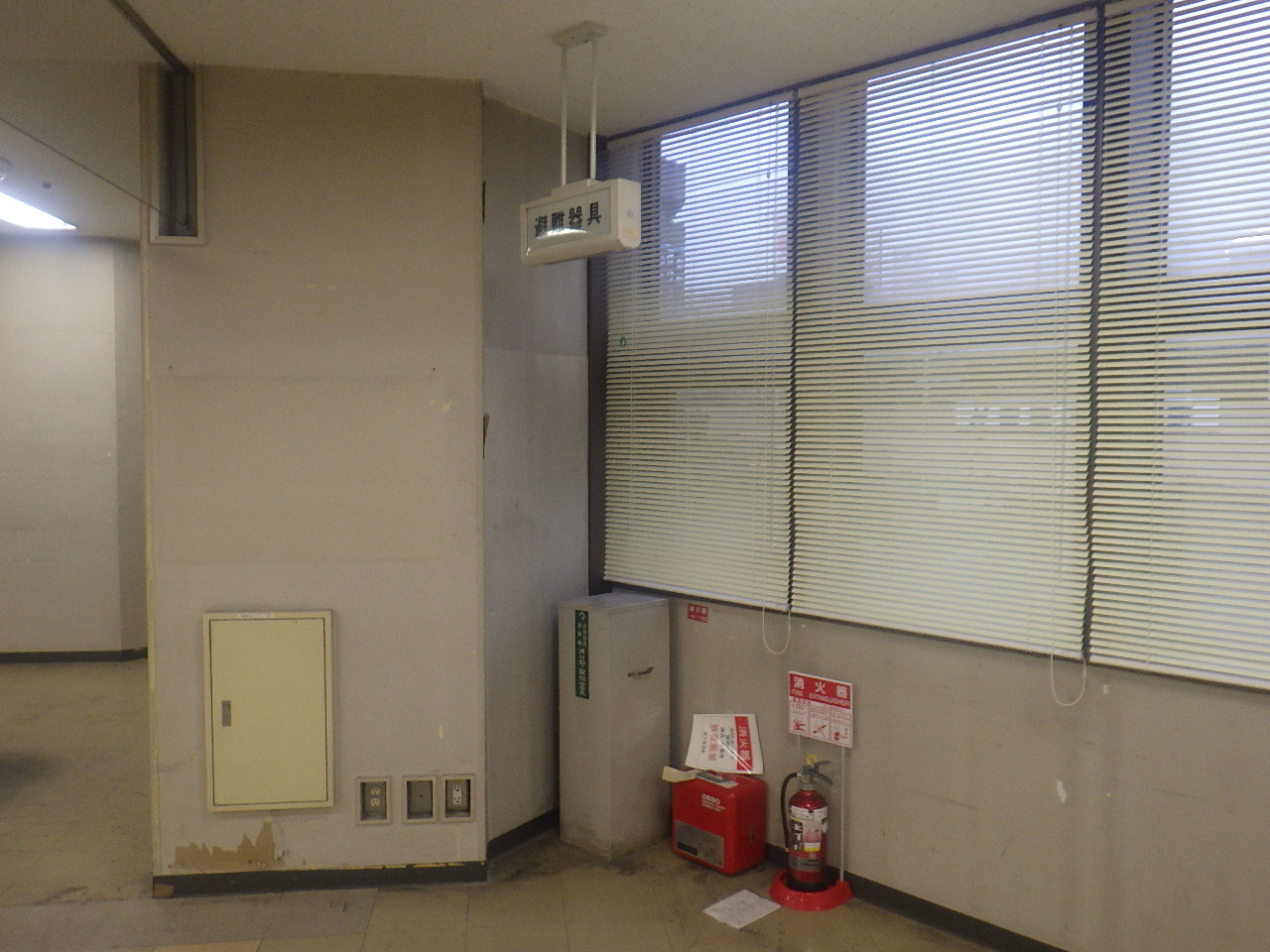
緩降機と避難器具誘導灯の例

## 概要
緩降機の種類により固定式と可搬式の2種類があるが可搬式が一般的である。固定式は窓などの近くに常時取り付けられていて固定されたまま使うものであり、可搬式は使用時に格納箱から取り出して取付け具を窓などの近くに設置されたフックに接続して使うものである。
調速器の降下速度を調節する方式には、スピードが出ると遠心力でブレーキがきくようにしたブレーキライニング方式と、回転スピードを一定に保つために外歯車と内歯車との間に数個の遊びギアを入れた遊星ギア方式などがある。
日本では消防法施行令25条に設置基準の定めがある。

## 構成部品
- 調速器

緩降機の降下速度を一定の範囲に調節する装置。可搬式緩降機の場合、質量は10kg以下にしなければならない。
- 安全環（カラビナ）

ワンタッチでロープと着用具を連結する金具。
- 着用具

使用者が着用することにより、使用者の身体を保持する用具。自動車のシートベルトよりも幅が広く分厚い。
- リール

ロープ及び着用具を収納するために巻き取る用具。降下前に一方の着用具を投下するときにロープが絡まないようにするためのもの。リールにロープが格納されたままの状態で投げ降ろすことにより、セットされる。
- ロープ

ワイヤーを芯材、綿糸またはポリエステルを外装としなければならない。

## 設置について
- 取付け具は、防火対象物の柱、床、梁など構造上堅固な部分、または堅固に補強された部分に緩降機を容易に取付けられるようにする。
- 降下の時に、ロープが防火対象物と接触して損傷しないように設置する。
- ロープの長さは、取付け位置から地盤面その他の降着面までの長さとする。
- 降下空間は、器具を中心とした半径0.5mの円柱形の範囲内とする。ただし、10cm以内の避難上支障のない突起物または10cmを超える場合でもロープを損傷しない措置を講じてあるものは降下空間内に含めても良い（多人数用を除く）。
- 避難空地は、降下空間の水平投影面積とする（多人数用を除く）。

## 試験
- 強度試験、降下速度試験、含水降下試験、繰返し試験、落下衝撃試験、落下試験、腐食試験以上の各試験を周囲温度が10℃以上、30℃以下の状態で行わなければならない。ただし、低温試験は-20℃、高温試験は50℃で行わなければならない。